# Nathaniel Adderley
Nathaniel »Nat« Adderley, ameriški trobentar, skladatelj, * 25. november 1931, Tampa, Florida, ZDA, † 2. januar 2000, Lakeland, Florida, ZDA.
Bil je brat saksofonista Juliana Adderleya s katerim je igral v zasedbi Cannonball Adderley Quintett.
Med svojo kariero je sodeloval z mnogimi velikimi imeni jazza, kot so Miles Davis, Lionel Hampton, Stan Kenton, Woody Herman in mnogi drugi.

## Diskografija

### Albumi
- 1955: That's Nat
- 1955: Introducing Nat Adderley
- 1956: To the Ivy League from Nat
- 1958: Branching Out
- 1959: Much Brass
- 1960: Work Song
- 1960: That's Right!
- 1961: Naturally!
- 1962: In the Bag (album)
- 1963: Little Big Horn (album)
- 1964: Autobiography (Nat Adderley album)
- 1966: Sayin' Somethin'
- 1966: Live at Memory Lane
- 1968: The Scavenger
- 1968: You, Baby
- 1968: Calling Out Loud
- 1969: Comin' Out Of The Shadows
- 1972: Soul Zodiac
- 1972: Soul of the Bible
- 1974: Double Exposure (album)
- 1976: Don't Look Back (Nat Adderley album)
- 1976: Hummin
- 1978: A Little New York Midtown Music
- 1978: Work Songs
- 1982: Blue Autumn [live]
- 1983: On the Move [live]
- 1989: We Remember Cannon
- 1990: Autumn Leaves (Nat Adderley album) [live]
- 1990: Talkin' About You
- 1990: The Old Country
- 1990: Work Song: Live at Sweet Basil [live]
- 1992: Workin'
- 1993: Working
- 1994: Good Company
- 1994: Live at the 1994 Floating Jazz Festival
- 1995: Live on Planet Earth
- 1995: Mercy, Mercy, Mercy